# Zorilispe harai
Zorilispe harai är en skalbaggsart som beskrevs av Hayashi 1979. Zorilispe harai ingår i släktet Zorilispe och familjen långhorningar.
Artens utbredningsområde är Nepal. Inga underarter finns listade i Catalogue of Life.